# كنع كاذب
الكنع الكاذب هو حركات متلوية غير طبيعية عادة للأصابع ناتجة عن فشل الإحساس بوضع المفصل ( استقبال الحس العميق )  ويشير إلى اضطراب مسار التحسس من العصب إلى القشرة الجدارية .

## الاستعلان
على غرار علامة رومبيرغ يكون الوضع غير الطبيعي أكثر وضوحًا عند إغلاق العينين لأن المدخلات المرئية غير متوفرة لتوجيه الحركات التصحيحية. ومن المفارقات أن إغلاق العين قد يقلل من مقدار الحركة حيث من المحتمل أن تؤدي الإشارات البصرية إلى حركات تصحيحية تعيد الطرف إلى «خط الأساس» المطلوب مما يسمح بمرحلة جديدة من الانزياح اللاإرادي قبل حدوث مرحلة تصحيح لاحقة.[بحاجة لمصدر]

## المتغيرات
يشير التخمير النصفي إلى التخمير الكاذب على جانب واحد من الجسم، وعادة ما يكون الطرف العلوي، وينتج بشكل أكثر شيوعًا عن آفة تؤثر على السبيل الإسفيني أو النواة الإسفينية في الشوك الرقبي أو جذع الدماغ السفلي ( النخاع ) على التوالي.  

## التشخيص

### تشخيص متباين
قد يكون مخطئًا على أنه تمزق الرقصات، ومع ذلك فإن هذه الحركات غير الطبيعية ثابتة نسبيًا بغض النظر عما إذا كانت العينان مفتوحتان أو مغلقتان وتحدث في غياب فقدان التحسس.

## روابط خارجية
- مقطع فيديو داء القصبة الهوائية